# Cerro de Patena
Cerro de Patena è un comune (corregimiento) della Repubblica di Panama situato nel distretto di Besiko, comarca di Ngäbe-Buglé. Si estende su una superficie di 51,2 km² e conta una popolazione di 1.730 abitanti (censimento 2010).